# De Película (canal de televisión)
De Película (estilizado como Dpelícula) es un canal de televisión por suscripción internacional de origen mexicano, propiedad de Televisa Networks,  que está especializado en emitir películas del cine clásico mexicano, y también del nuevo cine mexicano, el cual inició sus operaciones el 22 de enero del año 1990.